# Beilschmiedia tirunelvelica
Beilschmiedia tirunelvelica là loài thực vật có hoa trong họ Nguyệt quế. Loài này được Manickam, Murugan, Jothi & Sundaresan miêu tả khoa học đầu tiên năm 2006 publ. 2007.